# VSV EC 2008/09
Sezona 2008/09 je bila za klub VSV EC 32. sezona v najvišji kategoriji avstrijskega hokeja na ledu - Avstrijski hokejski ligi. Domače tekme so igrali v beljaški Stadthalle. Redni del se je začel 19. septembra 2008.

## Redni del Avstrijske hokejske lige

### Končna lestvica
| #   | Klub                      | OT | Z  | PP | P  | GR      | T  |
| --- | ------------------------- | -- | -- | -- | -- | ------- | -- |
| 1.  | EC KAC                    | 54 | 38 | 4  | 16 | 204:141 | 80 |
| 2.  | Vienna Capitals           | 54 | 33 | 7  | 21 | 203:162 | 73 |
| 3.  | EC Red Bull Salzburg      | 54 | 32 | 4  | 22 | 200:157 | 68 |
| 4.  | VSV EC                    | 54 | 31 | 5  | 23 | 183:153 | 67 |
| 5.  | EHC Black Wings Linz      | 54 | 30 | 3  | 24 | 166:144 | 63 |
| 6.  | HK Acroni Jesenice        | 54 | 24 | 6  | 30 | 179:197 | 54 |
| 7.  | Graz 99ers                | 54 | 24 | 6  | 30 | 124:154 | 54 |
| 8.  | HC TWK Innsbruck          | 54 | 24 | 6  | 30 | 153:186 | 54 |
|     |                           |    |    |    |    |         |    |
| 9.  | Alba Volán Székesfehérvár | 54 | 17 | 9  | 37 | 129:178 | 43 |
| 10. | HDD Tilia Olimpija        | 54 | 17 | 7  | 37 | 131:200 | 41 |

## Postava
| Vratarji | Vratarji | Vratarji           | Vratarji    | Vratarji           | Vratarji |
| -------- | -------- | ------------------ | ----------- | ------------------ | -------- |
| #        |          | Igralec            | Boljša roka | Kraj rojstva       |          |
| 29       | Avstrija | Bernhard Starkbaum | leva        |                    |          |
| 33       | Avstrija | Marco Wieser       | leva        |                    |          |
| 35       | Avstrija | Gert Prohaska      | leva        | Friesach, Avstrija |          |

| Branilci | Branilci  | Branilci        | Branilci    | Branilci                                   | Branilci |
| -------- | --------- | --------------- | ----------- | ------------------------------------------ | -------- |
| #        |           | Igralec         | Boljša roka | Kraj rojstva                               |          |
| 2        | Kanada    | Darrel Scoville | leva        | Swift Current, Saskatchewan, Kanada        |          |
| 4        | Kanada    | Michael Stewart | leva        | Calgary, Alberta, Kanada                   |          |
| 6        | Kanada    | Robby Sandrock  | desna       | Williams Lake, Britanska Kolumbija, Kanada |          |
| 18       | Slovenija | Martin Oraže    | leva        |                                            |          |
| 19       | Avstrija  | Stefan Bacher   | leva        |                                            |          |
| 20       | Kanada    | Mickey Elick    | leva        | Calgary, Alberta, Kanada                   |          |
| 22       | Avstrija  | Thomas Pfeffer  | leva        | Zell am See, Avstrija                      |          |
| 36       | Slovenija | David Slivnik   | leva        |                                            |          |
| 38       | Avstrija  | Marco Zorec     | leva        |                                            |          |
| ?        | Avstrija  | Daniel Stefan   | leva        |                                            |          |
| ?        | Avstrija  | Kevin Steiner   | leva        |                                            |          |
| ?        | Avstrija  | Pierre Wolf     | leva        |                                            |          |

| Napadalci | Napadalci               | Napadalci         | Napadalci | Napadalci   | Napadalci                           | Napadalci |
| --------- | ----------------------- | ----------------- | --------- | ----------- | ----------------------------------- | --------- |
| #         |                         | Igralec           | Položaj   | Boljša roka | Kraj rojstva                        |           |
| 5         | Avstrija                | Thomas Raffl      | F         | leva        |                                     |           |
| 8         | Avstrija                | Roland Kaspitz    | C         | leva        |                                     |           |
| 11        | Avstrija                | Nico Toff         | F         | leva        |                                     |           |
| 12        | Avstrija                | Michael Raffll    | F         | leva        |                                     |           |
| 13        | Avstrija                | Benjamin Petrik   | F         | desna       |                                     |           |
| 14        | Kanada                  | Justin Mapletoft  | C         | leva        | Lloydminster, Saskatchewan, Kanada  |           |
| 16        | Združene države Amerike | Dan Cavanaugh     | C         | desna       | Springfield, Massachusetts, ZDA     |           |
| 21        | Avstrija                | Nikolas Petrik    | F         | leva        | Beljak, Avstrija                    |           |
| 24        | Avstrija                | Günther Lanzinger | F         | leva        | Beljak, Avstrija                    |           |
| 27        | Avstrija                | Wolfgang Kromp    | RW        | leva        | Beljak, Avstrija                    |           |
| 34        | Avstrija                | Markus Peintner   | LW        | leva        | Lustenau, Avstrija                  |           |
| 86        | Kanada                  | Jonathan Ferland  | RW        | desna       | Ste-Marie-du-Beauce, Québec, Kanada |           |
| ?         | Avstrija                | Cristoph Herzog   | leva      |             |                                     |           |
| ?         | Avstrija                | Patrick Platzer   | leva      |             |                                     |           |
| ?         | Avstrija                | Michael Käfeler   | leva      |             |                                     |           |

### Prihodi med sezono
| Prišli med sezono | Prišli med sezono | Prišli med sezono | Prišli med sezono | Prišli med sezono  | Prišli med sezono |                         |
| ----------------- | ----------------- | ----------------- | ----------------- | ------------------ | ----------------- | ----------------------- |
| #                 |                   | Igralec           | Položaj           | Prva tekma v klubu | Boljša roka       | Kraj rojstva            |
| 9                 | Kanada            | Benoit Mondou     | Napadalec (C, RW) | 2. januar 2009     | leva              | Sorel, Quebéc, Kanada   |
| 23                | Kanada            | Mike McKenna      | Branilec          | 25. januar 2009    | desna             | Ottawa, Ontario, Kanada |

### Odhodi med sezono
| Odšli med sezono | Odšli med sezono                                               | Odšli med sezono | Odšli med sezono | Odšli med sezono     | Odšli med sezono |                                       |
| ---------------- | -------------------------------------------------------------- | ---------------- | ---------------- | -------------------- | ---------------- | ------------------------------------- |
| #                |                                                                | Igralec          | Položaj          | Zadnja tekma v klubu | Boljša roka      | Kraj rojstva                          |
| 79               | Kanada · Združeno kraljestvo Velike Britanije in Severne Irske | Marc Brown       | Napadalec (W)    | / *                  | leva             | Richmond, Britanska Kolumbija, Kanada |

*Marc Brown je pred sezono ostal član VSV EC, a ni za klub odigral nobene tekme, ker je imel klub že zapolnjeno kvoto tujih igralcev v točkovnem registru. 

## Trener
| Trenerska statistika | Trenerska statistika | Trenerska statistika | Trenerska statistika | Trenerska statistika | Trenerska statistika |                           |
| -------------------- | -------------------- | -------------------- | -------------------- | -------------------- | -------------------- | ------------------------- |
|                      | Trener               | Prva tekma v klubu*  | Zadnja tekma v klubu | Zmag                 | Porazov              | Kraj rojstva              |
| Kanada               | Larry Huras          | 19. september 2008   | trenutni trener      |                      |                      | Listowel, Ontario, Kanada |

* Pod prva tekma v klubu je navedena prva tekma tega trenerja v tekmovanju, torej Avstrijski hokejski ligi. Pripravljalne tekme so izvzete.